# الثجر (النادرة)

تعديل مصدري - تعديل

الثجر هي إحدى قرى عزلة شعب المريسي بمديرية النادرة التابعة لمحافظة إب، بلغ تعداد سكانها 528 نسمة حسب تعداد اليمن لعام 2004.